# 祝聖寺 (賓川県)

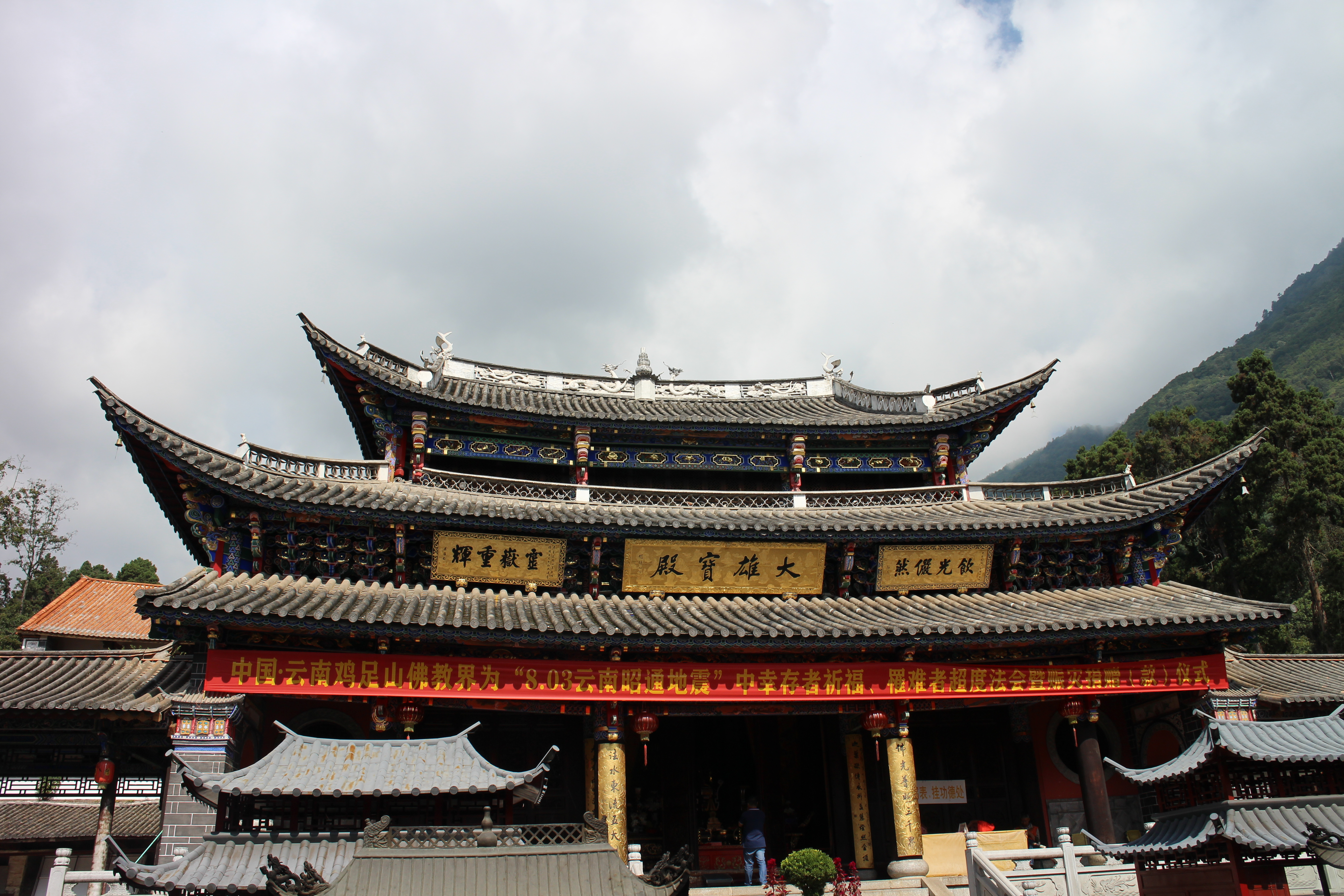
祝聖寺の大雄宝殿（本堂）。

祝聖寺（しゅくしょうじ）は、中華人民共和国雲南省大理ペー族自治州賓川県鶏足山にある仏教寺院。

## 歴史
祝聖寺は、明の嘉靖年間（1522年-1566年）の創建の仏教寺院である。当時は迎祥寺と称した。
1909年、「祝聖寺」と改称。
1904年、虚雲が寺に来て仏教を発揚する。虚雲は全部で7年間お寺に住んでいます。光緒帝は寺院に『龍蔵』を授けた。光緒帝から、「護国祝聖禅寺」の名を賜った。
1952年、1963年、1980年、祝聖寺は三回の修繕を経ました。
1966年、毛沢東が文化大革命を発動し、寺院の宗教活動は中止に追い込まれた。祝聖寺は文化大革命で軽微な損害を受けた。
1984年4月、中華人民共和国国務院は仏寺を漢族地区仏教全国重点寺院に認定した。
1993年11月、雲南省人民政府は仏寺を省級重点文物保護単位に認定した。

## 伽藍
山門、天王殿、大雄宝殿、祖師殿、薬王殿、蔵経閣